# Pave Johannes 9.
Johannes 9. (født ca. 840, død 5. januar 900) var pave fra januar 898 til sin død i 900.
Der vides ganske lidt om Johannes 9., før han blev pave. Han blev født i Tivoli i et ukendt år og blev ordineret præst i Benediktinerordenen af pave Formosus. Med støtte fra en magtfulde familie fra Spoleto blev han valgt til pave i begyndelsen af 898, efter pave Teodor 2.'s tidlige død.